# Robert Fuchs (Offizier)
Robert Fuchs (* 11. Mai 1895 in Berlin-Reinickendorf; † 15. Januar 1977 in Göttingen) war ein deutscher Generalmajor der Luftwaffe im Zweiten Weltkrieg.

## Leben
Fuchs trat bei Beginn des Ersten Weltkriegs im August 1914 freiwillig in das 1. Garde-Ulanen-Regiment der Preußischen Armee ein. Dort wurde er am 7. August 1915 zum Leutnant der Reserve ernannt. Nach Kriegsende in den aktiven Offizierstand übernommen, blieb er in der neugegründeten Reichswehr, wo er am 1. April 1925 zum Oberleutnant befördert wurde. Ab März 1926 machte er eine Fliegerausbildung bei der privaten Luftreederei Magdeburg und studierte Luftfahrttechnik an der Technischen Hochschule Berlin-Charlottenburg.
Am 30. September 1932 schloss er sein Studium als Diplom-Ingenieur ab. Inzwischen hatte er auch den Dienstgrad eines Hauptmanns inne. Nachdem er im Oktober 1932 Chef einer Kompanie im Infanterie-Regiment 17 wurde, wechselte er am 1. Oktober 1933 ins Reichsluftfahrtministerium (RLM) als Referent im Technischen Amt. Am 1. Oktober 1934 übernahm er eine Stelle als Ausbilder an der Flieger-Technik-Schule Jüterbog (Flugplatz Altes Lager), bevor er am 1. April 1935 als Staffelkapitän die 4. Staffel des Kampfgeschwaders 153 (das spätere Kampfgeschwader 3) in Finsterwalde übernahm. Nach seiner Beförderung zum Major am 1. November 1935 übernahm er als Gruppenkommandeur die III. Gruppe dieses Geschwaders, die in Altenburg stationiert war.
Ab 1. November 1936 nahm als Kommandeur der Kampfgruppe 88 der Legion Condor am Spanischen Bürgerkrieg teil. Hier wurde er am 1. März 1937 zum Oberstleutnant befördert, bevor er am 15. August 1937 in die Führerreserve RLM/Ob.d.L. versetzt wurde. Am 1. November 1938 erfolgte seine Beförderung zum Oberst und am 1. Februar 1939 übernahm er das Amt eines Inspekteurs der truppentechnischen Ausbildung im RLM. Am 29. September 1939, inzwischen hatte der Zweite Weltkrieg begonnen, übernahm er als Geschwaderkommodore das Kampfgeschwader 26. Dieses Geschwader, mit seinen zweimotorigen Bombern vom Typ Heinkel He 111 führte er in den am 10. Mai 1940 beginnenden Westfeldzug.
Am 6. April 1940 erhielt er als erster Soldat der Bomberwaffe das Ritterkreuz des Eisernen Kreuzes. Am 16. Oktober 1940 wurde er erneut in die Führerreserve versetzt, kurzzeitig unterbrochen von der Vertretung des amtierenden Geschwaderkommodore des Kampfgeschwaders 26 von November bis Dezember 1940. Erst am 28. Dezember 1942 übernahm er als Kommandeur des Luftwaffen-Jäger-Regiments 33 der 17. Luftwaffen-Felddivision wieder ein Kommando.
Am 1. Juli 1943 gab er dieses ab und wurde Divisionskommandeur der 22. Luftwaffen-Felddivision und ab August der 20. Luftwaffen-Felddivision. Am 1. September 1943 erhielt er hier seine Beförderung zu Generalmajor und wenig später übernahm er die 1. Fliegerdivision, die er bis zum 8. Mai 1945 führte. Nach der bedingungslosen Kapitulation der Wehrmacht kam er in Kriegsgefangenschaft.